# Netelia microdon
Netelia microdon là một loài tò vò trong họ Ichneumonidae.